# 雷阳书院
雷阳书院位于广东省湛江雷州市岭南师范学院院内，也是清光绪年间广东六大书院之一，也是雷州半岛成就最大的书院。

## 历史沿革
书院起源于唐玄宗创立的“丽正修书院”。明代崇祯九年（1636年），雷州知府朱敬衡创建于海康县城西门寺怀苏亭北（今天宁寺北），清代雍正八年（1730年），知府叶思华将其移建于雷城南隅的高树岭。1903年，改名为雷阳中学堂。1913年，随着民国废除清朝学制，其改制为雷阳中学校。1926年，广东省教育厅将其更名为广东省立第十中学校。1935年更名为广东省立雷州师范学校。中華人民共和国成立后，广东省人民政府于1978年将之改为雷州师范专科学校。1991年，升格为湛江师范学院。2014年，更名为岭南师范学院。